# Пневматичен цилиндър
.
Пневматиченият цилиндър е механично устройство, което използва енергията на сгъстения въздух (газ) за да извърши възвратно-постъпателно движение.
За разлика от хидравличния целиндър, който работи с несвиваем флуид (масло), то пневматичният използва свиваеми газове (най-често въздух).
Буталото е диск или цилиндър, който чрез бутален прът предава движението към обекта на движение.

## Начин на работа

### Общи положения
Движението на цилиндъра се осъществява с влизането на сгъстен въздух в цилиндъра, който се разширява и натиска буталото с преместването му до упор.

## Видове
В техниката се използват основно няколко вида цилиндри, посочени по-долу. Освен тях има и много разновидности в зависимост от специфичните изисквани

### Едностранно – действащ цилиндър
Едностранно-действащият цилиндър при прилагането на сгъстения въздух, притиска с определена сила в едната посока. При отнемане на приложеното налягане, буталото се връща в първоначално положение, вследствие на пружинната сила. Скоростта, с която се придвижва цилиндъра в двете посоки, освен от обекта на въздействие, зависи и от скоростта на излизане на въздуха от цилиндъра. За регулиране се използват дросели.

### Двустранно-действащ цилиндър
Двустранно-действащият цилиндър използва сгъстения въздух, за да се придвижва в двете посоки.

### Телескопичен цилиндър
Телескопичният цилиндър може да бъде с едностранно или двустранно действие. Той включва влизащи един в друг кухи цилиндри. Основното предимство е, че при една и съща дължина в свито състояние, този цилиндър осигурява много по-голяма дължина на действие.

### Линеен цилиндър
Позволява движение на работното тяло без промяна на размерите при движение.